# Anachis veleda
Anachis veleda är en snäckart som beskrevs av Pierre Louis Duclos 1846. Anachis veleda ingår i släktet Anachis och familjen Columbellidae. Inga underarter finns listade i Catalogue of Life.